# Templo de Newport Beach
El templo de Newport Beach es uno de los templos construidos y operados por la Iglesia de Jesucristo de los Santos de los Últimos Días, el número 122 construido por la iglesia y el sexto en California. 

## Construcción
La construcción del templo de Newport Beach fue anunciada el 21 de abril de 2001 por la Primera Presidencia de la iglesia. Se decidió construir el templo religioso en un terreno que la iglesia ya poseía en la ciudad de Newport Beach, en el Condado de Orange, en las cercanías de la Universidad de California, Irvine. La ceremonia de la primera palada tuvo lugar el 15 de agosto de 2003.

## Características
Al igual que el templo de Redlands, el templo de Newport Beach tiene un diseño que difiere al de los templos anteriores construidos por la iglesia SUD. La arquitectura sigue un diseño tradicional de las misiones del sur California, sin pináculos sino una linterna sobre el cual se asienta una estatua del ángel Moroni. La piedra exterior es granito proveniente del estado de Carolina del Sur de color rosado. El interior tiene decoraciones con arte de vidrio y murales.

## Dedicación
El templo SUD de Newport Beach fue dedicado para sus actividades eclesiásticas en cuatro sesiones, el 14 de septiembre de 2005, por Gordon B. Hinckley, el entonces presidente de la iglesia SUD. Con anterioridad a ello, la iglesia permitió un recorrido público del interior y las instalaciones del templo desde el 23 de julio al 20 de agosto del mismo año, al que asistieron más de 175.000 visitantes.